# 姚世儒
姚世儒（？—？年），浙江绍兴府山陰縣人，民籍。明朝政治人物，正德甲戌進士。

## 生平
正德八年（1513年）癸酉科浙江乡试舉人，九年（1514年）联捷甲戌科二甲第九十八名進士，官至广西桂林府知府。